# Falange

Ilustração das falanges da mão de um hominídeo

As falanges são os ossos que formam os dedos das mãos e pés dos vertebrados. Também se dá esta designação aos artículos dos tarsos dos insetos.
Nos hominídeos, cada dedo tem três falanges, excepto o polegar e o hálux (o "dedo grande do pé"), que têm apenas duas. As falanges têm nomes diferentes, conforme sua posição:
- Falange proximal, articulam com os metacarpais ou metatarsais;
- Falange média (ou "falanginha") e;
- Falange distal (ou "falangeta"), nas extremidades dos dedos;
- A principal função das falanges é da mobilidade as dedos.

Nos outros vertebrados, principalmente nos ungulados, o número de falanges pode estar reduzido, ou algumas falanges fundidas.